# 布盧姆公理
布魯姆公理（英語：Blum Axioms），或稱布魯姆複雜度公理（英語：Blum Complexity Axioms），是計算複雜性理論中，定義可計算函數的複雜度時，應滿足的條件。這些公理最先由曼紐爾·布魯姆於1967年提出。
重要的是，只要複雜度衡量滿足這些公理，布盧姆加速定理和間隙定理就成立。滿足這些公理的複雜度衡量裡，最有名的是有關時間（見時間複雜度）和空間（見空間複雜度）的複雜度。

## 定義
布魯姆複雜度衡量是一個二元組{\displaystyle (\varphi ,\Phi )}，其中{\displaystyle \varphi }是偏可計算函數集{\displaystyle \mathbf {P} ^{(1)}}的哥德爾編號，而{\displaystyle \Phi :\mathbb {N} \to \mathbf {P} ^{(1)}}是一個可計算函數，滿足以下的布魯姆公理。用{\displaystyle \varphi _{i}}表示哥德爾編號{\displaystyle \varphi }下的第i個偏可計算函數，{\displaystyle \Phi _{i}}表示偏可計算函數{\displaystyle \Phi (i)}。
1. 函數{\displaystyle \varphi _{i}}和{\displaystyle \Phi _{i}}的定義域相同。
2. 集合{\displaystyle \{(i,x,t)\in \mathbb {N} ^{3}|\Phi _{i}(x)=t\}}是遞歸的。

## 例子
在定義中，{\displaystyle \Phi _{i}(x)}應當理解成{\displaystyle i}所編碼的計算過程，在輸入為{\displaystyle x}時，所消耗的資源（例如時間、空間，或兩者的適當組合）。
- 若{\displaystyle \Phi }測量時間，則{\displaystyle (\varphi ,\Phi )}是複雜度衡量：需要的時間或計算量可計算，因為可以直接模擬。而第二條公理也成立，因為要判斷{\displaystyle \Phi _{i}(x)=t}是否成立，只需運行至多{\displaystyle t}步，所以總能在有限時間內判斷。
- 若{\displaystyle \Phi }測量空間（記憶體），則{\displaystyle (\varphi ,\Phi )}亦為複雜度衡量，但原因較時間複雜：當限制空間為{\displaystyle t}時，整個系統的可能狀態只有有限多個（例如若圖靈機有{\displaystyle q}個狀態，其紙帶有{\displaystyle s}種符號，則紙帶共只有{\displaystyle s^{t}}種可能性，最後乘上讀寫頭位置的{\displaystyle t}種可能性，整個系統只有{\displaystyle qs^{t}t}種可能性）。從而，只要模擬足夠長的時間，必有以下三者之一：
  - 計算結束；
  - 整個系統重複某個狀態，受困於無窮迴圈；
  - 超出空間限制{\displaystyle t}。

所以，在有限時間內，可以判斷{\displaystyle \Phi _{i}(x)=t}是否成立。
- 作為反例，{\displaystyle (\varphi ,\varphi )}並非一個複雜度衡量，因為其不滿足第二條公理。

## 與計算模型的關係
布盧姆的複雜度定義不取決於具體的計算模型，但也可以圖靈機的用語複述一次，幫助理解。
布魯姆複雜度衡量是將二元組（圖靈機{\displaystyle M}，輸入{\displaystyle x}）射去自然數或{\displaystyle \infty }的映射{\displaystyle \Phi }，其滿足以下公理（對應前述定義）：
1. {\displaystyle \Phi (M,x)}為{\displaystyle \infty }當且僅當{\displaystyle M(x)}不停機。
2. 有算法可以判斷，當輸入{\displaystyle (M,x,t)}時，是否有{\displaystyle \Phi (M,x)=t}。

例如，{\displaystyle \Phi (M,x)}可以是{\displaystyle M}輸入{\displaystyle x}時運行至停機所需的步數。按定義可知第一條公理成立。而且，用通用圖靈機模擬{\displaystyle M}輸入{\displaystyle x}並運行{\displaystyle t}步，就是滿足第二條公理條件的算法。

## 複雜度類
對於全可計算函數{\displaystyle f}，可計算函數的複雜度類可定義成
{\displaystyle C(f):=\{\varphi _{i}\in \mathbf {P} ^{(1)}|\forall x.\ \Phi _{i}(x)\leq f(x)\},}
{\displaystyle C^{0}(f):=\{h\in C(f)|\mathrm {codom} (h)\subseteq \{0,1\}\}.}
{\displaystyle C(f)}是所有複雜度小於{\displaystyle f}的可計算函數構成的集合。{\displaystyle C^{0}(f)}是複雜度比{\displaystyle f}小的布爾函數集合。若我們視這些函數為集合的指示函數，則可視{\displaystyle C^{0}(f)}為集合的複雜度類。